# Baia di Passamaquoddy
La baia di Passamaquoddy è una baia formata dalla costa del Maine (Stati Uniti d'America) ad ovest e del Nuovo Brunswick (Canada) sugli altri punti cardinali.
Al suo interno vi sono numerose isole, tra le quali Ministers Island e l'isola Deer.
La baia comunica con la baia di Fundy tramite diversi passaggi tra le isole a sud ed a est.
I principali fiumi che sfociano nella baia sono il Sainte-Croix, il Digdeguash ed il Magaguadavic.
La principale città situata sulle sue rive è Saint-Andrews.

## Altri progetti

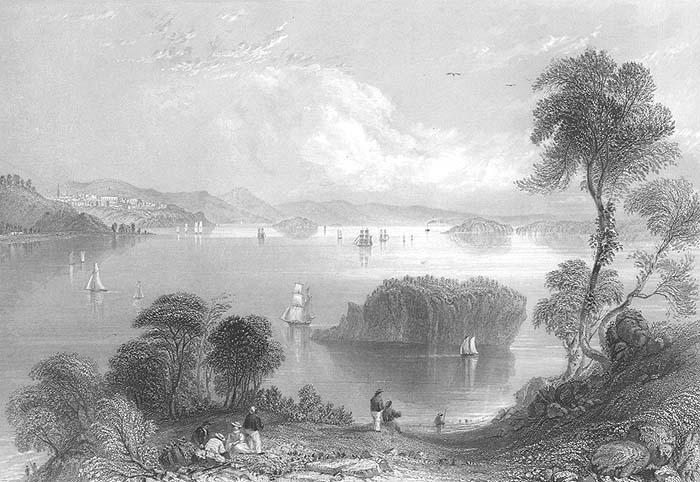
Eastport e la baia di Passamaquoddy, 1839, di William Henry Bartlett.